# Alexandre Oliva (sculpteur)
Pour les articles homonymes, voir Alexandre Oliva et Oliva.
Alexandre Joseph Oliva né le 4 septembre 1823 à Saillagouse (Pyrénées-Orientales) et mort le 22 février 1890, à Paris est un sculpteur français.

## Biographie
Auteur de nombreuses statues, Alexandre Oliva est aussi connu pour un grand nombre de bustes de personnalités de son époque.
Le lycée Colbert à Paris conserve dans l'escalier principal son buste de Colbert réalisé en 1872.

Œuvres d'Alexandre Oliva
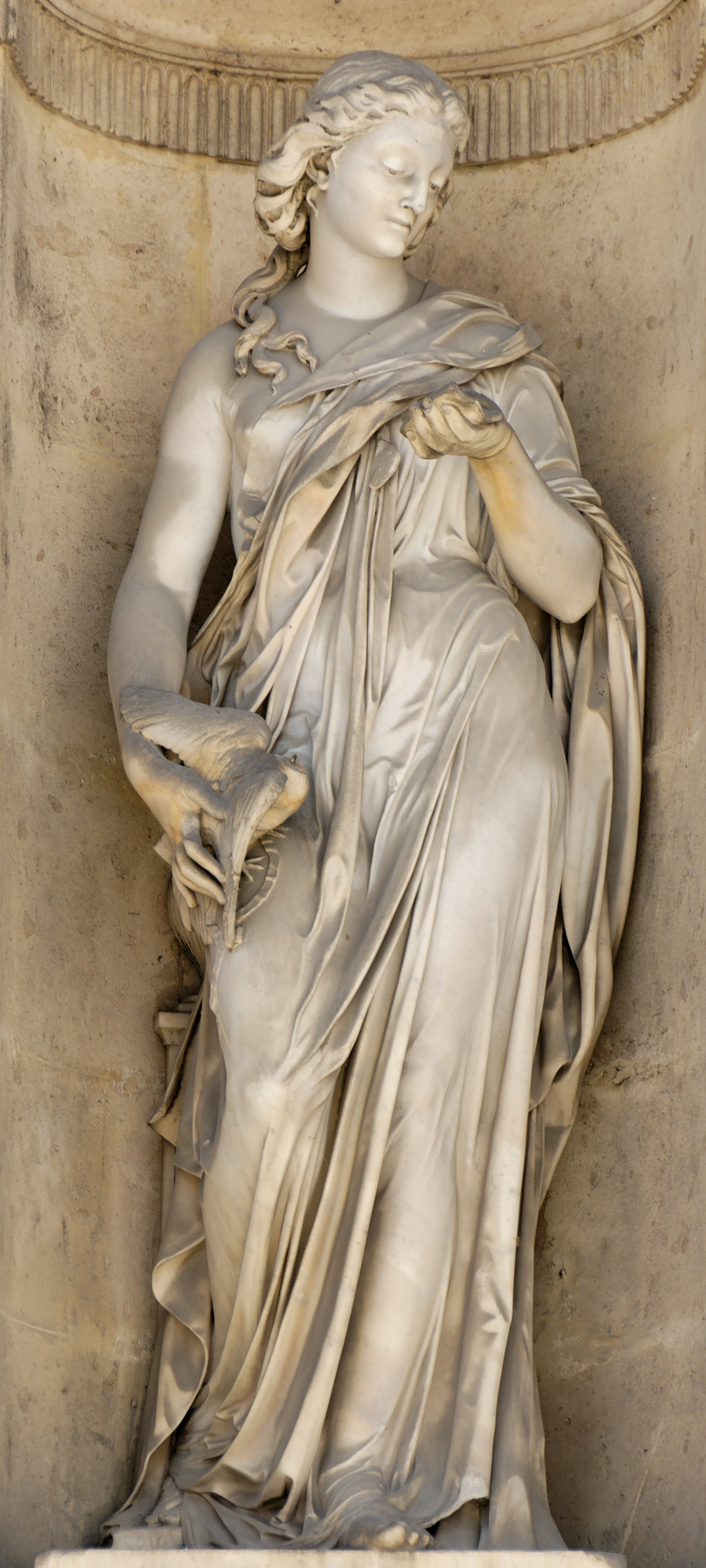
Le Message (1860), Paris, palais du Louvre, Cour carrée.
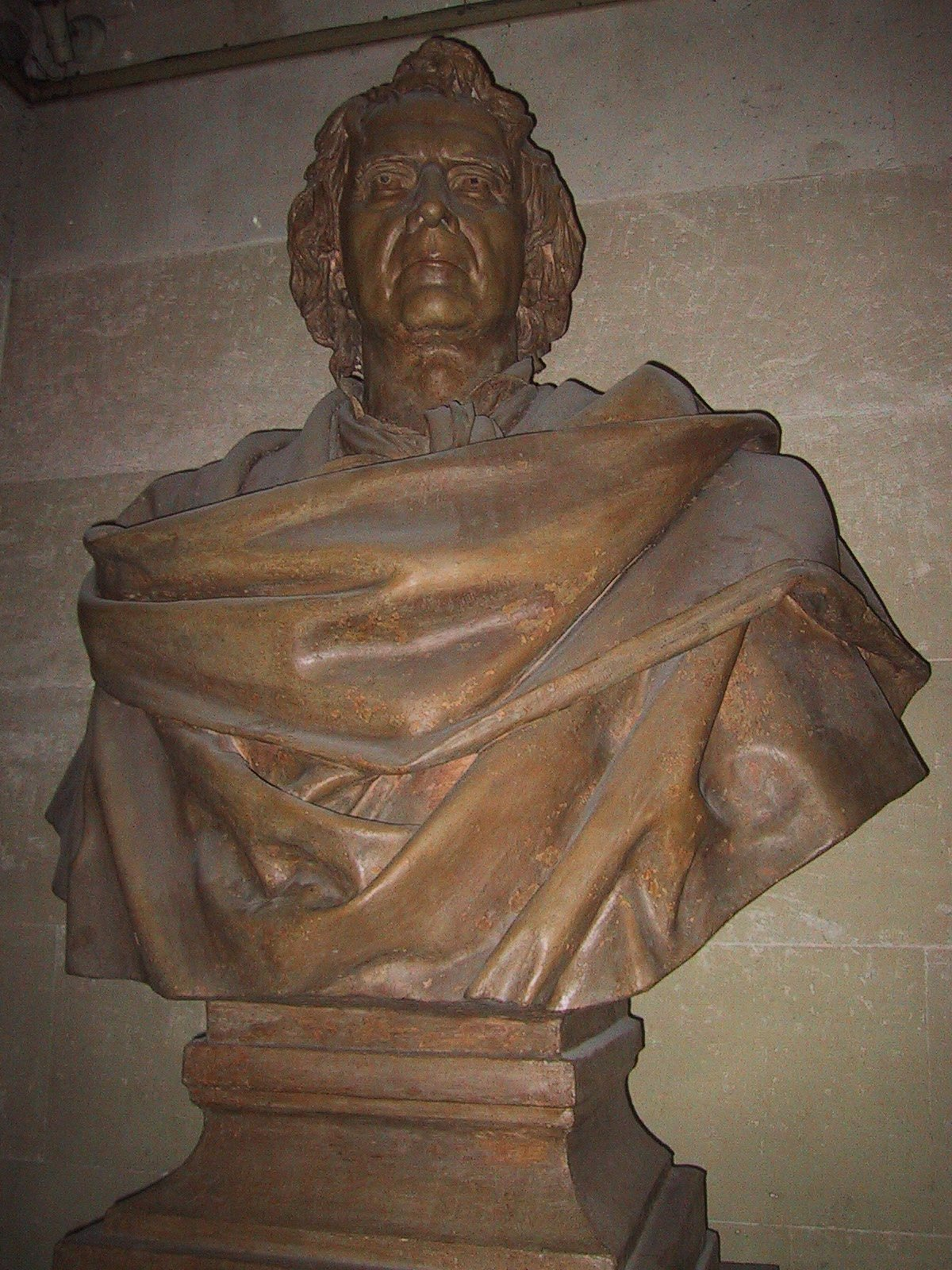
François Arago (1860), Observatoire de Paris.
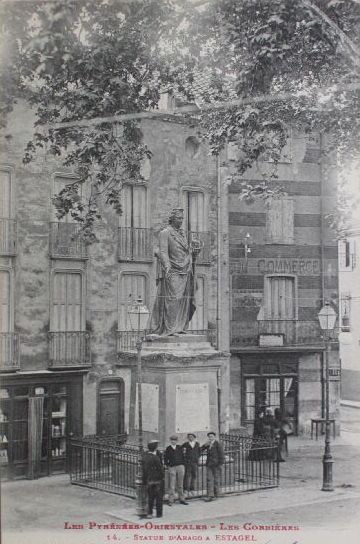
Monument à Arago (1865), Estagel. Envoyé à la fonte en 1942.
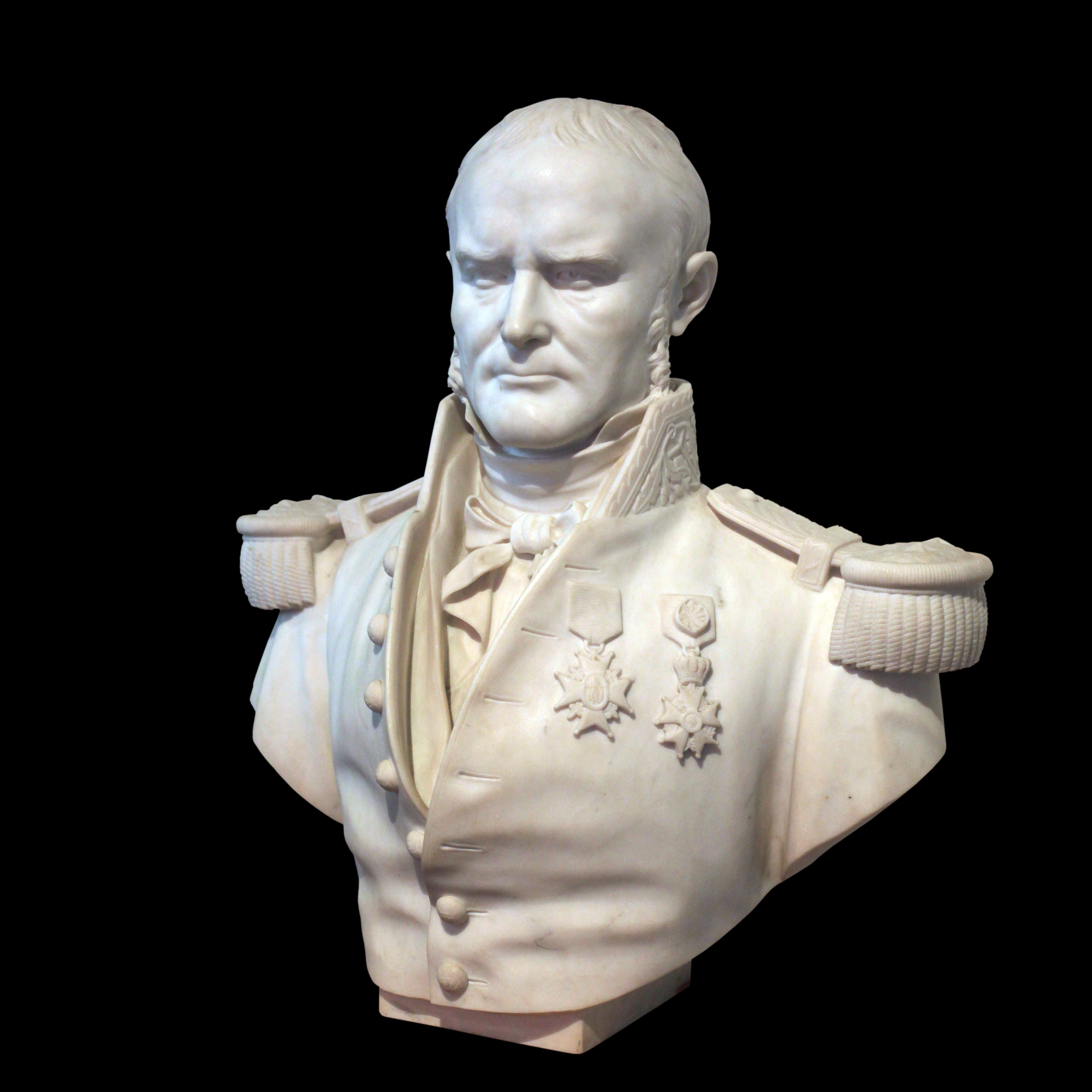
Jules Dumont d'Urville (1879), Paris, musée national de la Marine.
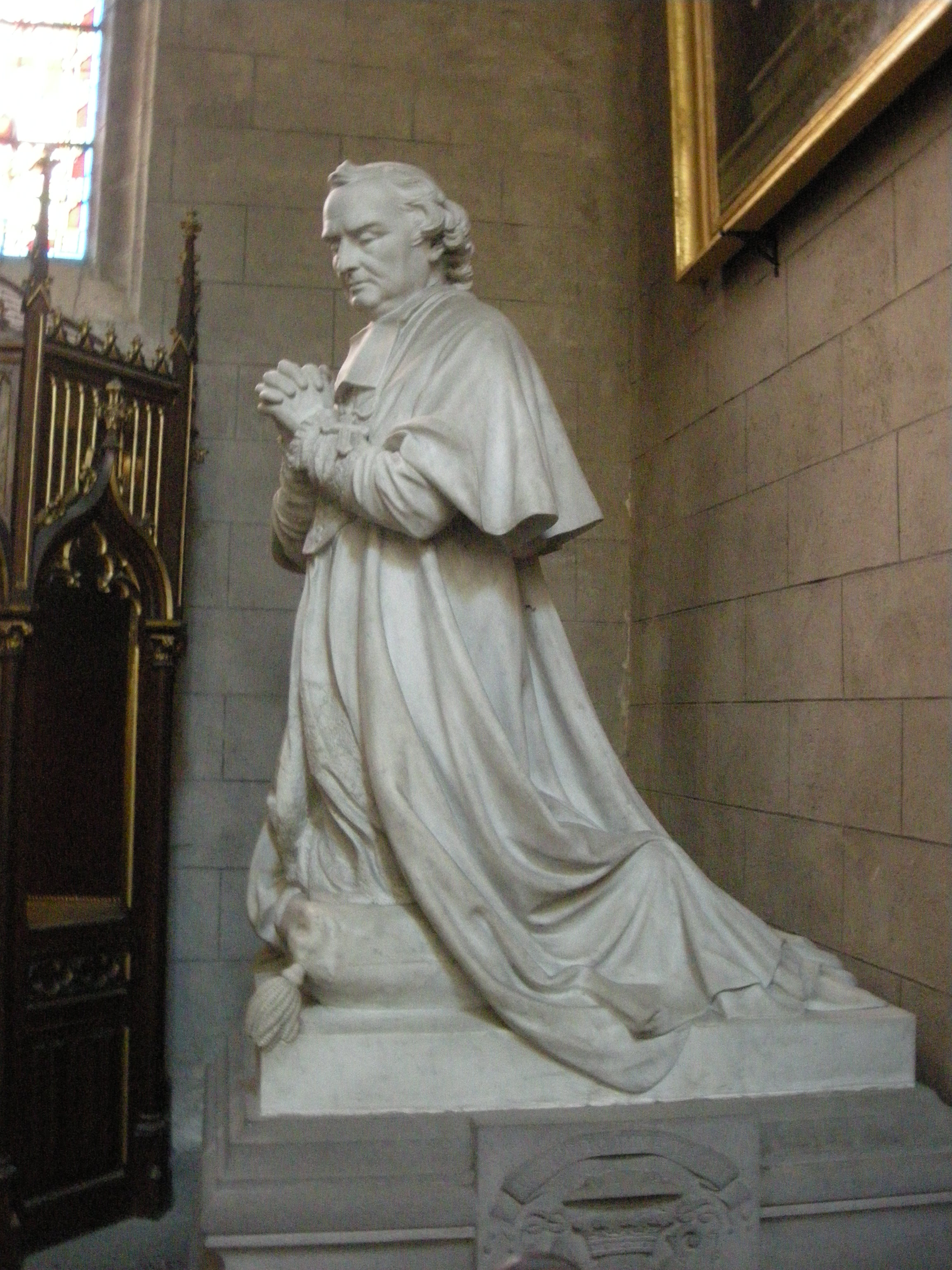
Mgr de Pompignac (1881), cathédrale Saint-Pierre de Saint-Flour.
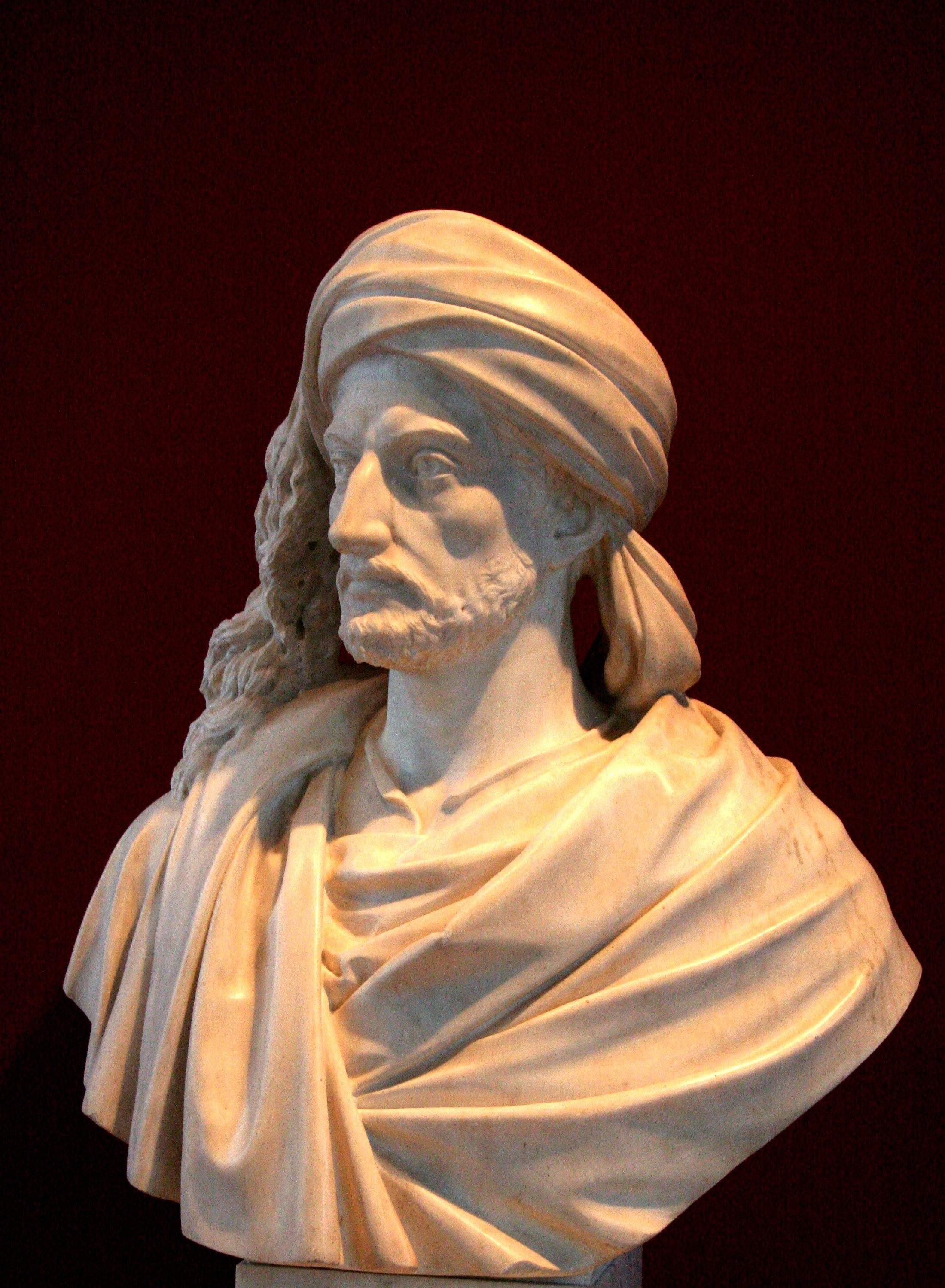
René Caillié, Niort, musée Bernard-d'Agesci.

## Élèves
- Paul-Eugène-Victor Bacquet (1848-1901).

## Distinctions
- Chevalier de la Légion d'honneur en 1860[1].